# Wreckorder
A Wreckorder Fran Healy (Travis) első szólólemeze, mely 2010-ben jelent meg.

## Dalok
1. "In The Morning" - 2:53
2. "Anything" - 4:14
3. "Sing Me To Sleep" - 3:59
4. "Fly In The Ointment" - 3:13
5. "As It Comes" - 2:45
6. "Buttercups" - 3:56
7. "Shadow Boxing" - 4:35
8. "Holiday" - 3:42
9. "Rocking Chair" - 3:06
10. "Moonshine" - 2:35

Bónusz dalok
1. "Sierra Leone" (European Bonus Track & iTunes Bonus Track)
2. "As It Comes" (Demo) (Hidden Track & iTunes Bonus Track)
3. "Zebra" (iTunes Bonus Track)
4. "Robot Skit For Comedy Show" (Japanese Bonus Track)

Special Edition Bonus DVD
1. "The Making of Wreckorder"
2. "Bonus Content"